# Brigitte Sändig

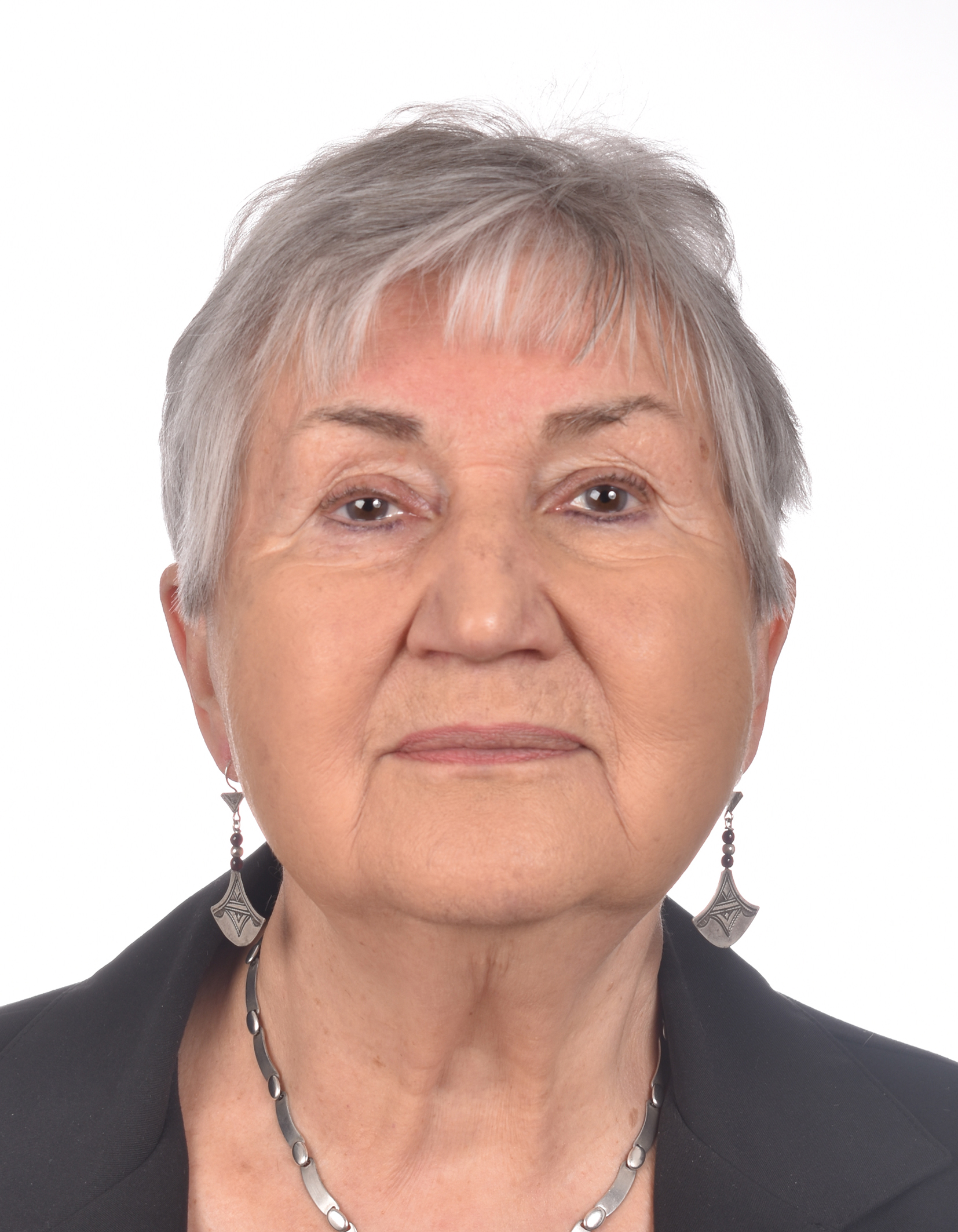
Brigitte Sändig (2022)

Brigitte Sändig (* 2. September 1944 in Dresden) ist eine deutsche Romanistin, Hochschullehrerin, Autorin und Herausgeberin.

## Leben
Nach dem Abitur an der Oberschule Dresden Nord (jetzt Romain-Rolland-Gymnasium) und einer Berufsausbildung an der Sächsischen Landesbibliothek Studium der Romanistik, Germanistik und Pädagogik in Leipzig. 1970/71 Dolmetscherin einer Entwicklungshelfergruppe („Brigade der Freundschaft“ der Freien Deutschen Jugend) in Tadmait (Algerien). Nach der Promotion 1973 bis 1990 wissenschaftliche Mitarbeiterin am Zentralinstitut für Literaturgeschichte der Akademie der Wissenschaften/Berlin mit dem Arbeitsgebiet Französische Literatur des 19. und 20. Jahrhunderts; dabei Bemühung um Erschließung und Popularisierung von Autoren, bei denen die Diskrepanz zwischen weltliterarischer Bedeutung und fehlender Verbreitung in der DDR besonders augenfällig war (Albert Camus, André Gide, Henry de Montherlant, André Malraux, Georges Bernanos, Franꞔois-René de Chateaubriand, Benjamin Constant). 1990 Habilitation zu Albert Camus und algerischer Kolonialgeschichte. Nach Auflösung der Akademie der Wissenschaften ab 1992 Mitarbeiterin und Koordinatorin am Forschungsschwerpunkt wissenschaftliche Neuvorhaben (Neugründung unter der Ägide der Max-Planck-Gesellschaft). Arbeiten zur Rezeption der Aufklärung, zur französischen Romantik, zu maghrebinischer Literatur und Kultur, zur Rezeption französischer Autoren in der DDR. Wahrnehmung von Lehraufträgen in Leipzig und Potsdam. 1994–1997 Gastprofessuren in Trier und Osnabrück, Max-Kade-Gastprofessur an der Pennsylvania State University/USA. 1997 Berufung zur Professorin für Romanische Literatur/Französisch an die Universität Potsdam. Lehrveranstaltungen und Forschung zu Aufklärung, Romantik und Realismus in Frankreich, algerischer Literatur- und Kulturgeschichte, Literatur der Résistance und des Existentialismus, Literaturverfilmungen, Theatergeschichte, Autobiographie, Literatur des Holocaust. Mit dem Eintritt in den Ruhestand verstärkte Beschäftigung mit gesellschaftlichen, besonders sozialpsychologischen Problemen. Ein Sohn, Alexander Cartier, aus erster Ehe mit dem Filmjournalisten Hannes Schmidt; in zweiter Ehe verheiratet mit dem Physiker und Puppenspiel-Autor und -Regisseur Christian Noack.  

## Mitgliedschaften und Ehrungen
- 1971 Artur-Becker Medaille der Freien Deutschen Jugend in Silber
- Seit 1985 Mitglied der Société des Etudes Camusiennes
- Seit 1990 Mitglied des Deutschen Romanistenverbandes
- Seit 1995 Mitglied des Frankoromanistenverbandes
- Seit 2010 Mitglied des Redaktionskomitees der Zeitschrift Présence d’Albert Camus
- 2011 Chevalier dans l’Ordre des Palmes Académiques
- 2014 – 2017 Mitglied des Conseil d‘administration der SEC
- Seit 2018 Membre honoraire der SEC

## Veröffentlichungen

### Bücher
- Albert Camus: Eine Einführung in Leben und Werk, Leipzig 1983; 2., neu bearb. und erw. Aufl.1988; 3., überarb. Aufl.1992
- Albert Camus, Reinbek 1995; Überarbeitete Neuausgabe 2000; Übersetzung ins Portugiesische Lissabon 1998; Übersetzung ins Koreanische Hargilsa Publishing Co. 1999
- Albert Camus, Autonomie und Solidarität, Würzburg 2004
- Erzählen vom Menschen. Benjamin Constant, George Sand, Georges Bernanos, Albert Camus, Nancy Huston, Würzburg 2009
- Halb und halb. Erinnertes aus den Deutschländern, Würzburg 2019

### Herausgaben (Auswahl)
- Albert Camus, Zwischen Ja und Nein. Frühe Schriften, Leipzig und Weimar 1986; 2. Aufl. 1992
- Rezeption der Aufklärung in der Romania im 19. und 20. Jahrhundert (mit Wolfgang Klein), Rheinfelden 1994
- François-René de Chateaubriand, Erinnerungen von jenseits des Grabes. Meine Jugend, mein Leben als Soldat und als Reisender (1768–1800), Neuried 1994
- Camus im Osten. Zeugnisse der Wirkung Camus’ in Zeiten politischer Teilung, Potsdam 2000
- Franzosen und Russen. Linien eines kulturellen Dialogs (mit Christa Ebert), Berlin 2001 (= Schriftenreihe Ost-West-Diskurse, Band 2)
- Zwischen Anpassung und Exil. Jüdische Autoren und Themen in den romanischen Ländern, Wiesbaden 2001 (= Jüdische Kultur. Studien zur Geistesgeschichte, Religion und Literatur, Band 7)
- Literatur und soziale Erfahrung (mit Christa Ebert) Berlin 2003 (= Schriftenreihe Ost-West-Diskurse, Band 4)
- Ideen und Bilder von Gemeinschaftlichkeit in Ost und West (mit Christa Ebert), Frankfurt a. M. 2008
- „Ich revoltiere, also sind wir.“ Nach dem Mauerfall: Diskussion um Albert Camus „Der Mensch in der Revolte“, Nettersheim 2009
- Zahlreiche Essays, Artikel und Nachworte zu den genannten Autoren sowie zu literarhistorischen und soziokulturellen Fragen

### Aufsätze (Auswahl)
- Hauptetappen der literarischen Entwicklung Albert Camus’ unter besonderer Berücksichtigung des Rezeptionsaspektes. In: Beiträge zur romanischen Philologie, Jg. XIII (1974), H. 1/2, S. 127–159
- Literaturentwicklung im Kampf um nationale Identität. Das Beispiel des nordafrikanischen Romans. In: Weimarer Beiträge, Jg. 23 (1977), H. 12, S. 116–133
- "Das kolonisierte Ding wird Mensch…" (Zu Frantz Fanon). In: Sinn und Form, Jg. 38 (1986), H. 6, S. 1237–1252
- Balanceakt zwischen Stilisierung und Wahrhaftigkeit (zu Chateaubriands „Erinnerungen von jenseits des Grabes“). In: Sinn und Form, Jg. 42 (1990), H. 4, S. 765–780
- André Gide in der früheren DDR. In: André Gide und Deutschland/André Gide et l’Allemagne. Hrsg. von Hans T. Siepe und Raimund Theis, Düsseldorf 1992, S. 233–239
- Gemeinwohl und Partikularinteresse. Constant über Rousseau. In: Rezeption der Aufklärung in der Romania im 19. und 20. Jahrhundert, hrsg. von Wolfgang Klein und Brigitte Sändig, Rheinfelden 1994, S. 95–109
- Die Macht des Stereotyps. Zur großen Zeit des Kolonialismus in der französischen Literatur. In: Grenzgänge, Jg. 1 (1994), H. 2, S. 81–92
- Camus "Geschichte von Europas Hochmut". In: Nach der Aufklärung? Beiträge zum Diskurs der Kulturwissenschaften. Hrsg. von Wolfgang Klein und Waltraud Naumann-Beyer, Berlin 1995, S. 171–179
- Entre liberté et puissance. Réflexions sur l’activité intellectuelle dans les écrits politiques de Benjamin Constant. In: Philosophes, écrivains et lecteurs en Europe au XVIIIe siècle. Les Valenciennes 1995, no 18, Compiègne 1995, S. 119–128
- Constant und Camus und die absolute Macht. In: Romanistische Zeitschrift für Literaturgeschichte, Jg. 19 (1995), H. 1/2, S. 82–97
- Modellierung von Individualität – Chateaubriands "Mémoires d’outre-tombe" zwischen Memorialistik und Autobiographik. In: Romanische Forschungen, 108 (1996), H. 1/2, S. 171–178
- Was kann Religion? Chateaubriands "Le Génie du christianisme" und Novalis’ "Die Christenheit oder Europa. In: Romanische Forschungen 111 (1999), H. 3, S. 336–354
- Bedrohte Freiheit. Zur Standortbestimmung des Menschen bei Benjamin Constant. In: Romanistische Zeitschrift für Literaturgeschichte/Cahiers d’Histoire des Littératures Romanes 23 (1999), H. 3/4, S. 357–369
- Camus en République Démocratique Allemande. In: Revue des Lettres modernes, Albert Camus, no 18, 1999, S. 39–60
- La réception manquée de Bernanos en RDA. In: Joseph Jurt/Max Milner (Hrsg.), Bernanos et ses lecteurs, Berlin 2001, S. 79-–87
- Les Conceptions religieuses de Constant et de Chateaubriand – une antinomie de fond? In: Annales Benjamin Constant, 26 (2002), S. 103–116
- Bernanos et Simone Weil et la guerre d’Espagne. In: Max Milner (Hrsg.) Exil, errance et marginalité dans l’œuvre de Georges Bernanos, Paris, Presses Sorbonne Nouvelle, 2004, S. 303–310
- Albert Camus et Simone Weil: Deux regards sur l’Allemagne. In : Cahiers Simone Weil. Albert Camus et Simone Weil, II: Regards sur l’histoire immédiate, t. XXIX (2006), n° 1, S. 1–12
- La culture éthique de Bernanos face à l’Allemagne nazie, in : Romanistische Zeitschrift für Literaturgeschichte/Cahiers d’Histoire des Littératures romanes, 33. Jg. (2009), H. 3/4, S. 347–356
- Wider die Unterwerfung. Literatur und Humanität, in: FUGE. Journal für Religion und Moderne, hrsg. von Martin Knechtges und Jörg Schenuit. Band 11, 2012: Zweite Naturen. Humanismus und Anti-Humanismus, S. 7–23
- Nonkonformismus und Gemeinschaft – Die « Außenseiter » Bernanos und Camus, in: Margot Brink/Sylvia Pritsch (Hrsg.), Gemeinschaft in der Literatur. Zur Aktualität poetisch-politischer Intenventionen, Würzburg, Königshausen & Neumann 2013, S. 107–118
- Dénonciation, démonstration, réquisitoire ? Des Démons de Dostoievski aux Possédés de Camus, in : Les Lettres romanes, tome 73, no 1–2 (2019), S. 83–90
- Des valeurs et de l’abstraction. In : Revue des Lettres modernes, Albert Camus, no 25 : Albert Camus au sortir de la guerre 1944–1948, Paris, Lettres modernes Minard 2022, S. 149–162
- Weitere Publikationen s. Website

## Belege
1. ↑  https://catalogue.bnf.fr/ark:/12148/cb12028801b
2. ↑  Brigitte Sändig Sohn Alexander Cartier. Abgerufen am 12. Juli 2025.

| Personendaten    | Personendaten       |
| ---------------- | ------------------- |
| NAME             | Sändig, Brigitte    |
| KURZBESCHREIBUNG | deutsche Romanistin |
| GEBURTSDATUM     | 2. September 1944   |
| GEBURTSORT       | Dresden             |